# Bufera

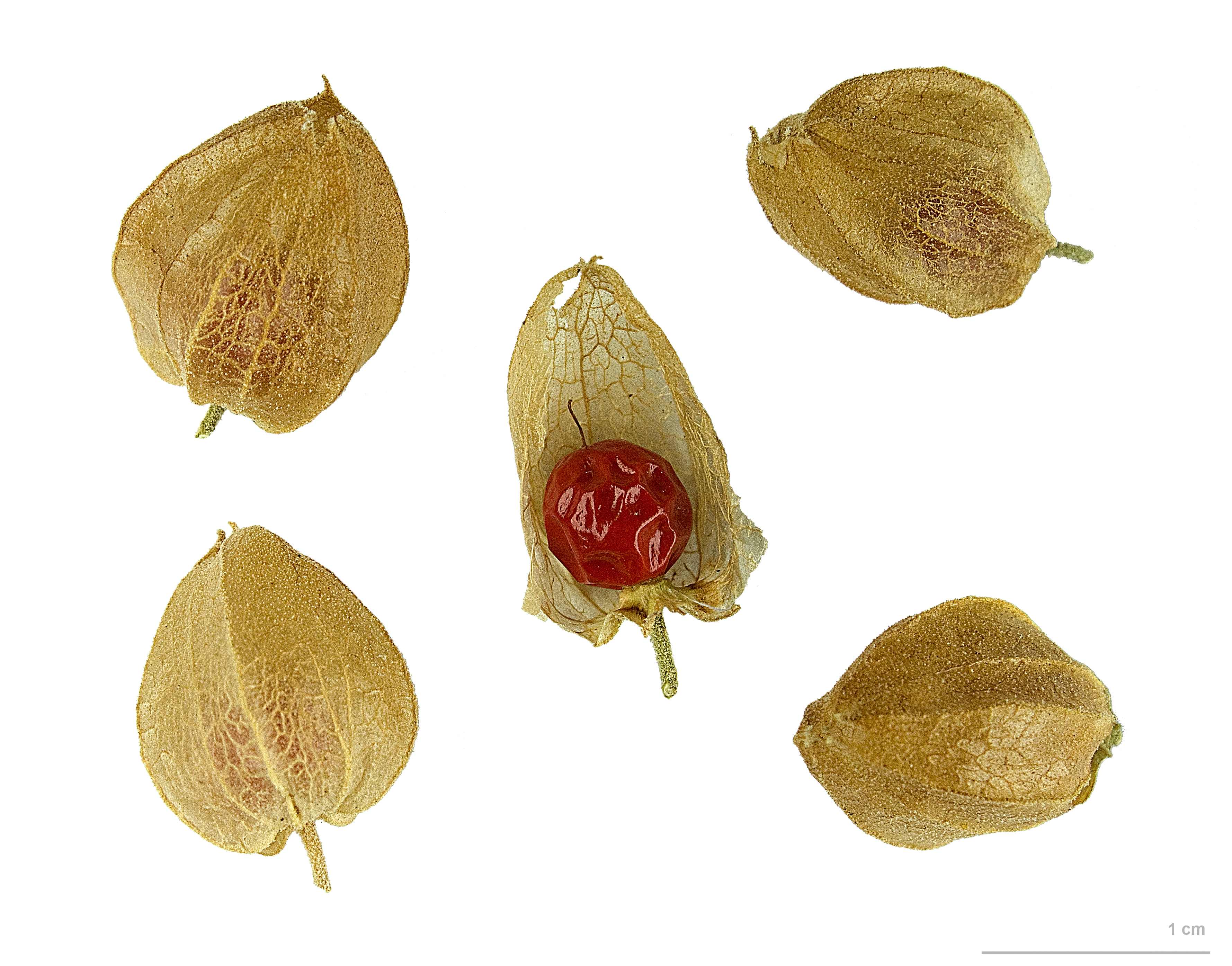
Withania somnifera

La bufera o bolletes del Bon Jesús pl., bufeta que adorm, capseta o morella (Withania somnifera), també coneguda genèricament com a ginseng indi o Ashwagandha, és una planta amb flor de la família de les solanàcies.
És un arbust erecte que sol assolir altures superiors a 150 cm. Igual que el tomàquet, que és de la mateixa família, la seva flor és groga i el seu fruit és vermell, en forma de baia.
Creix sobretot a l'Índia, Pakistan i Sri Lanka, encara que també es pot trobar al sud d'Europa, nord-est d'Àfrica, i a la Macaronèsia. A la península Ibèrica es troba esporàdicament al sud i a la zona mediterrània.
El nom de l'espècie (Withania somnífera) al·ludeix a les propietats sedants de l'arrel de la planta. Tanmateix, el seu ús principal en Ayurveda és similar al del ginseng a la medicina xinesa tradicional: funciona com a adaptogen. Per aquesta raó, a Occident se li dona el sobrenom de ginseng indi.